# آخرین مرد بی‌گناه
آخرین مرد بی‌گناه (انگلیسی: The Last Innocent Man) یک تله‌فیلم دلهره‌آور بریتانیایی است که در سال ۱۹۸۷ منتشر شد.

## بازیگران
- اد هریس
- رکسان هارت
- دیوید سوشی
- بروس مک‌گیل
- کلارنس ویلیامز سوم
- میشاچ تیلور
- مایکل دورل
- چارلز لامپکین